# Beaumont-en-Argonne

Beaumont-en-Argonne este o comună în departamentul Ardennes din nordul Franței. În 1 ianuarie 2022 avea o populație de 422 de locuitori.